# Unicaja Banco
Unicaja  est une banque espagnole, fondée en 2011 par Unicaja (Monte de Piedad y Caja de Ahorros de Ronda, Cádiz, Almería, Málaga, Antequera y Jaén) pour exercer indirectement ses activités financières.
Unicaja  continue d'utiliser la marque commerciale de Unicaja.
Dans les anciennes agences d'EspañaDuero (es), achetée par Unicaja  en 2014, et situées en Castille-et-León, les marques Caja España et Caja Duero ont été maintenues, EspañaDuero est ainsi conservée en tant que deuxième marque jusqu'à son retrait total. Dans les autres agences d'EspañaDuero, les marques Caja España et Caja Duero ont été directement remplacées par le nom Unicaja Banco.
Elle est cotée à la Bourse des valeurs de Madrid (UNI).